# Draâ El Mizan (comuna)
Draâ El Mizan é uma cidade e comuna localizada na província de Tizi Ouzou, no norte da Argélia. Em 2008, sua população era de 37 628 habitantes.